# Municipio de Walnut Grove (Misuri)
El municipio de Walnut Grove (en inglés: Walnut Grove Township) es un municipio ubicado en el condado de Greene en el estado estadounidense de Misuri. En el año 2010 tenía una población de 1452 habitantes y una densidad poblacional de 19,4 personas por km².

## Geografía
El municipio de Walnut Grove se encuentra ubicado en las coordenadas 37°23′30″N 93°33′23″O / 37.39167, -93.55639. Según la Oficina del Censo de los Estados Unidos, el municipio tiene una superficie total de 74.86 km², de la cual 74,86 km² corresponden a tierra firme y (0 %) 0 km² es agua.

## Demografía
Según el censo de 2010, había 1452 personas residiendo en el municipio de Walnut Grove. La densidad de población era de 19,4 hab./km². De los 1452 habitantes, el municipio de Walnut Grove estaba compuesto por el 97,73 % blancos, el 0,07 % eran afroamericanos, el 0,76 % eran amerindios, el 0,07 % eran asiáticos, el 0,07 % eran de otras razas y el 1,31 % eran de una mezcla de razas. Del total de la población el 0,62 % eran hispanos o latinos de cualquier raza.